# Eterusia aedea
Espèce
Eterusia aedea est un insecte lépidoptère de la famille des Zygaenidae, de la sous-famille des Chalcosiinae et du genre Eterusia.

## Répartition
Ce papillon est largement répandu en Asie depuis l'Inde jusqu'au Japon.
Il se rencontre au Sri Lanka, en Chine, en Thaïlande, au Vietnam, à Taiwan, en Corée

## Description

### Imago

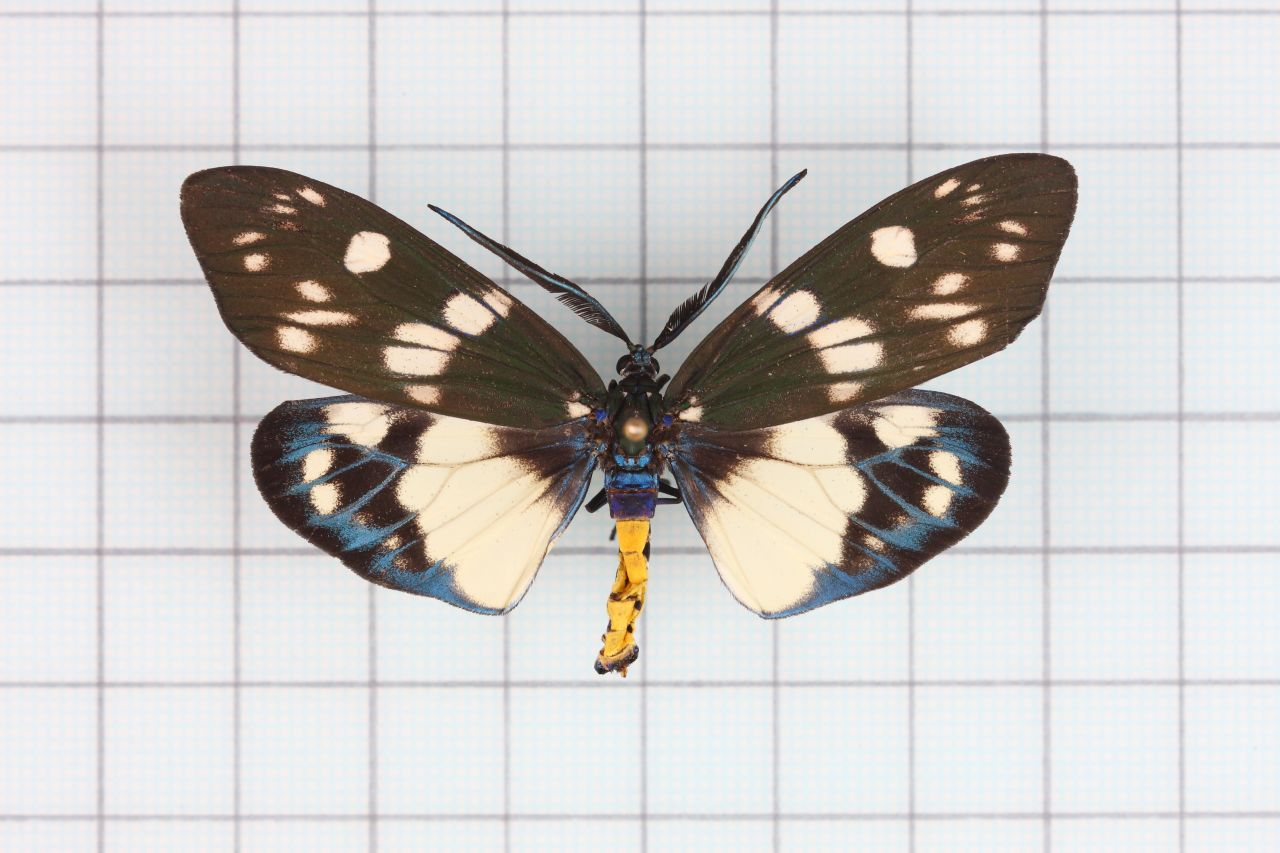
Eterusia aedea formosana

Les ailes sont oblongues et ornées de taches blanches. Les ailes supérieures sont verdâtres et les ailes inférieures jaunâtres avec du bleu. Le thorax est bleu et l'abdomen jaune.
Ce papillon vole en plein soleil aux heures les plus chaudes de la journée pour butiner les plantes nectarifères de la canopée.

### Chenille

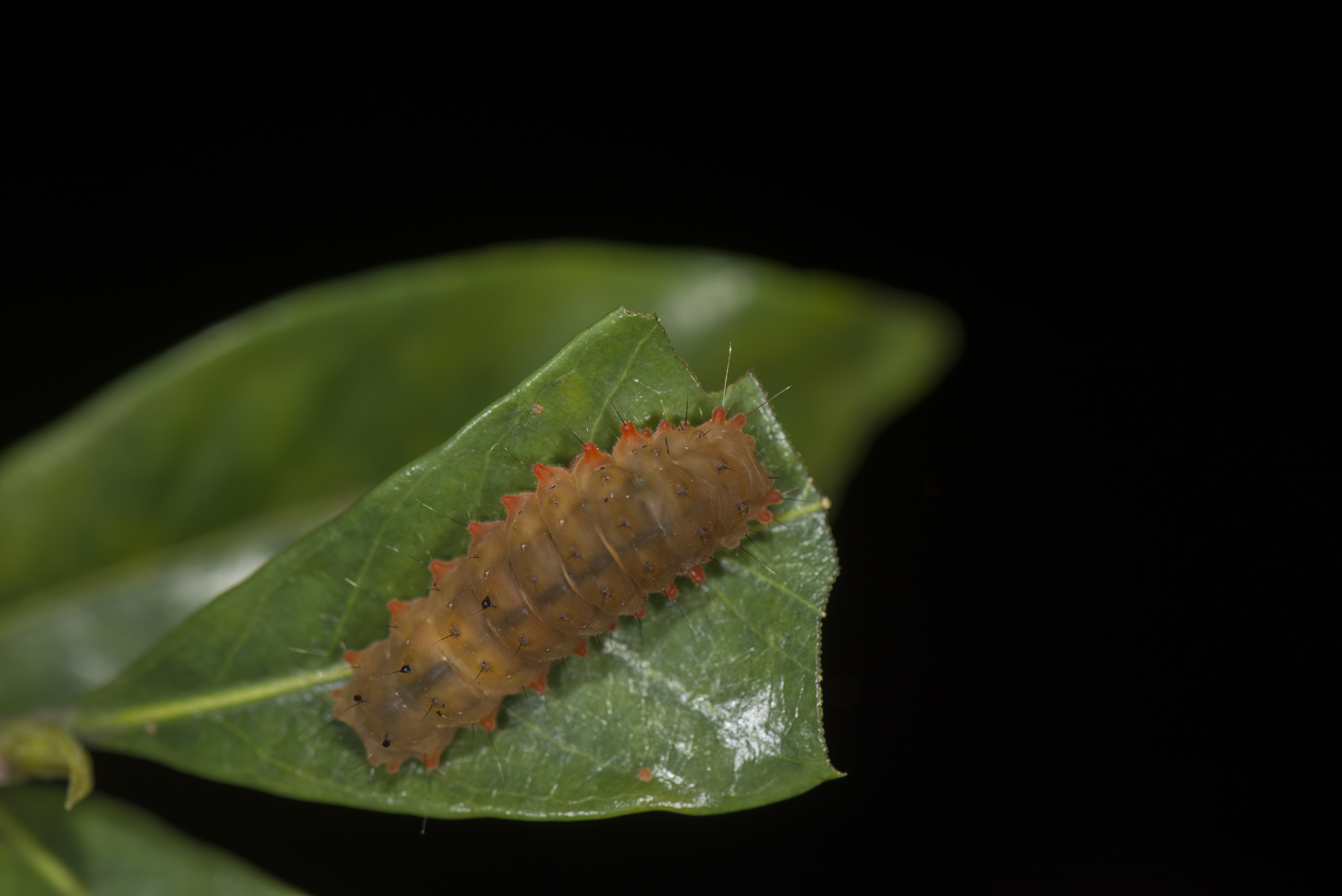

## Comportement

### Alimentation
La chenille d'Eterusia aedea est un ravageur du thé,. Elle affectionne également les plantes hôtes des genres Buddleja, Camellia et Lagerstroemia.
L'imago pollinise des arbres comme Schima wallichii.

### Prédateurs
Plusieurs araignées comptent au nombre des prédateurs d'Eterusia aedea comme Clubiona deletrix, Xysticus ephippiatus, Coleosoma octomaculatum, Neoscona theisi et Ebrechtella tricuspidata.
En cas de danger, une substance cyanique peut être sécrétée au niveau des mandibules de l'imago et des cavités cuticulaires dorsales de la chenille.

## Systématique
La paternité de la description d'Eterusia aedea sous le protonyme Papilio (Heliconius) aedea est attribuée à Carl von Linné en 1763 par certains auteurs, et à Carl Alexander Clerck en 1759 par d'autres,. Bien que la plupart des bases de données référencent Clerck comme auteur, les travaux discutant de cette différence d'opinion donnent la paternité de cette espèce à Carl von Linné,.

### Publications originales
- Clerck, C. 1759. Icones Insectorum Rariorum cum Nominibus eorum Trivialibus, Locisque e C. Linnaei ... Systema Naturae allegatis. Holmiae Icones Insectorum Rariorum : pl. 1-12 (1759), : pl. 13-55 (1764).
- Linnaeus, C. 1763. Centuria Insectorum Rariorum. Upsaliae. Papillo aedea
- Butler, A. G. 1879. On a collection of Lepidoptera from Cachar, N.E. India. Transations of the Entomological Society of London. Year 1879(1): 1-8. Eterusia magnifica

### Synonymes
Liste de synonymes:
- Papilio aedea (Linnaeus, 1765) protonyme
- Heterusia edocla Doubleday, 1844
- Heterusia signata Möschler, 1872
- Eterusia magnifica Butler, 1879
- Heterusia dulcis Butler, 1881

### Sous-espèces
Liste des 13 sous-espèces d'Eterusia aedea:
- Eterusia aedea aedea Linnaeus, 1765 [Inde, Bangladesh, Birmanie, Thaïlande, Vietnam, Chine]
- Eterusia aedea azumai Owada, 2001 [Japon (Kumejima)]
- Eterusia aedea cingala Moore, 1877 [Sri Lanka]
- Eterusia aedea formosa Jordan, 1907 [Taiwan]
- Eterusia aedea hamajii Owada, 2001 [Japon (Tokunoshima)]
- Eterusia aedea masatakasatoi Owada, 2001 [Japon (Nakanoshima)]
- Eterusia aedea micromaculata Inoue, 1982 [Japon (Tokara)]
- Eterusia aedea okinawana Matsumura, 1931 [Japon (Ishigaki)]
- Eterusia aedea sakaguchii Matsumura, 1927 [Japon]
- Eterusia aedea sinica Ménétriés, 1857 [Chine]
- Eterusia aedea sugitanii Matsumura, 1927[5] [Japon (Okinoshima)]
- Eterusia aedea tomokunii Owada, 1989 [Japon (Amami-oshima)]
- Eterusia aedea virescens (Butler, 1881) [Inde]